# 尼克巴基赛旅馆旧址
尼克巴基赛旅馆旧址，位于辽宁省大连市旅顺口区列宁街24号，现为军产，已列为辽宁省文物保护单位。

## 保护
2014年10月，尼克巴基赛旅馆旧址公布为第九批辽宁省文物保护单位，编号9-170。